# Basholmsskjeret
Basholmsskjeret est une île norvégienne dans le comté de Hordaland. Elle appartient administrativement à Øygarden.

## Géographie
Située à l'est de Basholmen, entièrement rocheuse et désertique, elle s'étend sur environ 70 m de longueur pour une largeur approximative de 26 m.